# Су-Сіті (Айова)
Су-Сіті (англ. Sioux City) — місто (англ. city) в США, в округах Вудбері і Плімут штату Айова. Населення — 85 797 осіб (2020).
Великий промисловий та залізничний вузол. Назва міста походить від назви індіанського племені Сіу.

## Географія
Су-Сіті розташоване на річці Міссурі за координатами 42°29′43″ пн. ш. 96°23′29″ зх. д. / 42.49528° пн. ш. 96.39139° зх. д. (42.495252, -96.391462).  За даними Бюро перепису населення США в 2010 році місто мало площу 151,50 км², з яких 148,54 км² — суходіл та 2,96 км² — водойми.

### Клімат
| Клімат Су-Сіті          | Клімат Су-Сіті | Клімат Су-Сіті | Клімат Су-Сіті | Клімат Су-Сіті | Клімат Су-Сіті | Клімат Су-Сіті | Клімат Су-Сіті | Клімат Су-Сіті | Клімат Су-Сіті | Клімат Су-Сіті | Клімат Су-Сіті | Клімат Су-Сіті | Клімат Су-Сіті |
| Показник                | Січ.           | Лют.           | Бер.           | Квіт.          | Трав.          | Черв.          | Лип.           | Серп.          | Вер.           | Жовт.          | Лист.          | Груд.          | Рік            |
| Абсолютний максимум, °C | 21,6           | 23,8           | 32,7           | 36,6           | 41,1           | 42,2           | 43,8           | 42,2           | 39,4           | 35,5           | 27,7           | 21,6           | 43,8           |
| Середній максимум, °C   | −0,8           | 1,6            | 8,6            | 16,7           | 22,7           | 27,8           | 29,7           | 28,5           | 24,5           | 17,3           | 7,9            | 0,0            | 15,4           |
| Середня температура, °C | −6,2           | −3,6           | 2,6            | 9,8            | 16,2           | 21,5           | 23,7           | 22,4           | 17,6           | 10,5           | 2,2            | −5             | 9,3            |
| Середній мінімум, °C    | −11,7          | −8,9           | −3,2           | 3,0            | 9,6            | 15,1           | 17,6           | 16,3           | 10,6           | 3,6            | −3,5           | −10,2          | 3,2            |
| Абсолютний мінімум, °C  | −37,2          | −35            | −30            | −18,8          | −5             | 3,3            | 5,0            | 2,7            | −4,4           | −15            | −22,7          | −33,3          | −37,2          |
| Норма опадів, мм        | 15             | 17             | 50             | 75             | 94             | 98             | 87             | 82             | 75             | 54             | 33             | 20             | 704            |
| ----------------------- | -------------- | -------------- | -------------- | -------------- | -------------- | -------------- | -------------- | -------------- | -------------- | -------------- | -------------- | -------------- | -------------- |
| Джерело: NWS            |                |                |                |                |                |                |                |                |                |                |                |                |                |

## Демографія
Згідно з переписом 2010 року, у місті мешкали 82 684 особи в 31 571 домогосподарстві у складі 20 144 родин. Густота населення становила 546 осіб/км².  Було 33425 помешкань (221/км²).
Расовий склад населення:
| - 80,6 % — білих - 2,9 % — чорних або афроамериканців - 2,7 % — азіатів - 2,6 % — корінних американців - 0,1 % — вихідців з тихоокеанських островів - 7,4 % — осіб інших рас |

До двох чи більше рас належало 3,7 %. Частка іспаномовних становила 16,4 % від усіх жителів.
За віковим діапазоном населення розподілялося таким чином: 26,6 % — особи молодші 18 років, 61,0 % — особи у віці 18—64 років, 12,4 % — особи у віці 65 років та старші. Медіана віку мешканця становила 33,7 року. На 100 осіб жіночої статі у місті припадало 96,7 чоловіків;  на 100 жінок у віці від 18 років та старших — 93,8 чоловіків також старших 18 років.
Середній дохід на одне домашнє господарство  становив 58 150 доларів США (медіана — 43 888), а середній дохід на одну сім'ю — 67 685 доларів (медіана — 54 058). Медіана доходів становила 39 565 доларів для чоловіків та 30 289 доларів для жінок. За межею бідності перебувало 15,7 % осіб, у тому числі 20,7 % дітей у віці до 18 років та 8,0 % осіб у віці 65 років та старших.
Цивільне працевлаштоване населення становило 41 395 осіб. Основні галузі зайнятості: освіта, охорона здоров'я та соціальна допомога — 20,9 %, виробництво — 20,0 %, роздрібна торгівля — 12,8 %, мистецтво, розваги та відпочинок — 11,7 %.

## Персоналії
- Констанс Мур (1920-2005) — американська актриса і співачка.

## Міста-побратими
- Лейк-Чарльз, США (1995)
- Яманасі, Японія (2003)